# San Vicente (Almería)
San Vicente es una barriada del municipio de Almería (Andalucía-España) situada a 8 km del núcleo principal, su población se incluye en la barriada de El Alquian que se halla a 1 km de esta. 

## Geografía
Está situado en la parte oriental de término municipal de Almería, 8 km al este de la capital

## Economía
Destacan los alrededores de esta barriada en la que predomina la agricultura intensiva de cultivo en invernadero de hortalizas y vegetales.
- Datos: Q6119744